# Paolo Costoli
Paolo Costoli (Florencia, 12 de junio de 1910 - Bremen, 28 de enero de 1966), fue un nadador, waterpolista y entrenador italiano.

## Biografía
Fue un distinguido nadador del Rari Nantes Florentia, ganador de varios títulos de Italia entre los años 1929 y 1935. Ganó medallas de bronce en los campeonatos europeos de París de 1931 y la medalla de plata en los de Magdeburg de 1934. Participó en las olimpiadas de Ámsterdam 1928 y en Los Ángeles 1928. Al mismo tiempo que era nadador también practicaba waterpolo con los que consiguió 4 campeonatos italianos (1933, 1934, 1937 y 1938) con el R.N. Florentia. En 1938 participó con la selección italiana de waterpolo en los campeonatos europeos de Londres acabando en 5º lugar.
En 1950 se mudó a Brasil y fue entrenador del Polo aquático do Fluminense de Río de Janeiro, contribuyendo a la mejora y el éxito del equipo. El Fluminense durante este periodo ganó la Liga de Brasil de waterpolo masculino durante 9 años seguidos, manteniéndose imbatido en 104 partidos. En Brasil, Paolo Costoli introdujo nuevos métodos de entrenamiento y tácticas, convirtiendo al Fluminense en el equipo brasileño de referencia en waterpolo.
En 1957 volvió a Italia a dirigir al equipo de natación del R.N. Florentia, A.S Roma y al equipo nacional de natación italiano. 
En 1966, perdió la vida en accidente de avión cuando viajaba a Bremen junto con el equipo italiano de natación:: B. Bianchi, A. Chimisso, S. De Gregorio, D. Rora, C. Longo, L. Massenzi, D. Samuele y el periodista N. Sapio.

## Clubes
- Rari Nantes Florentia ( Italia)
- Polo aquático do Fluminense ( Brasil)

## Palmarés
Nacional:
- 4 veces campeón del Scudetto (Liga italiana) de waterpolo

Internacional:
- Medalla de Plata en europeo de natación de Magdeburg de 1934 en 400L
- Medalla de Plata en europeo de natación de Magdeburg de 1934 en 1500L
- Medalla de Bronce en europeo de natación de París de 1931 en 400L
- Medalla de Bronce en europeo de natación de París de 1931 en 1500L
- Medalla de Bronce en europeo de natación de París de 1931 en 4x200L